# Adolf Sommerauer

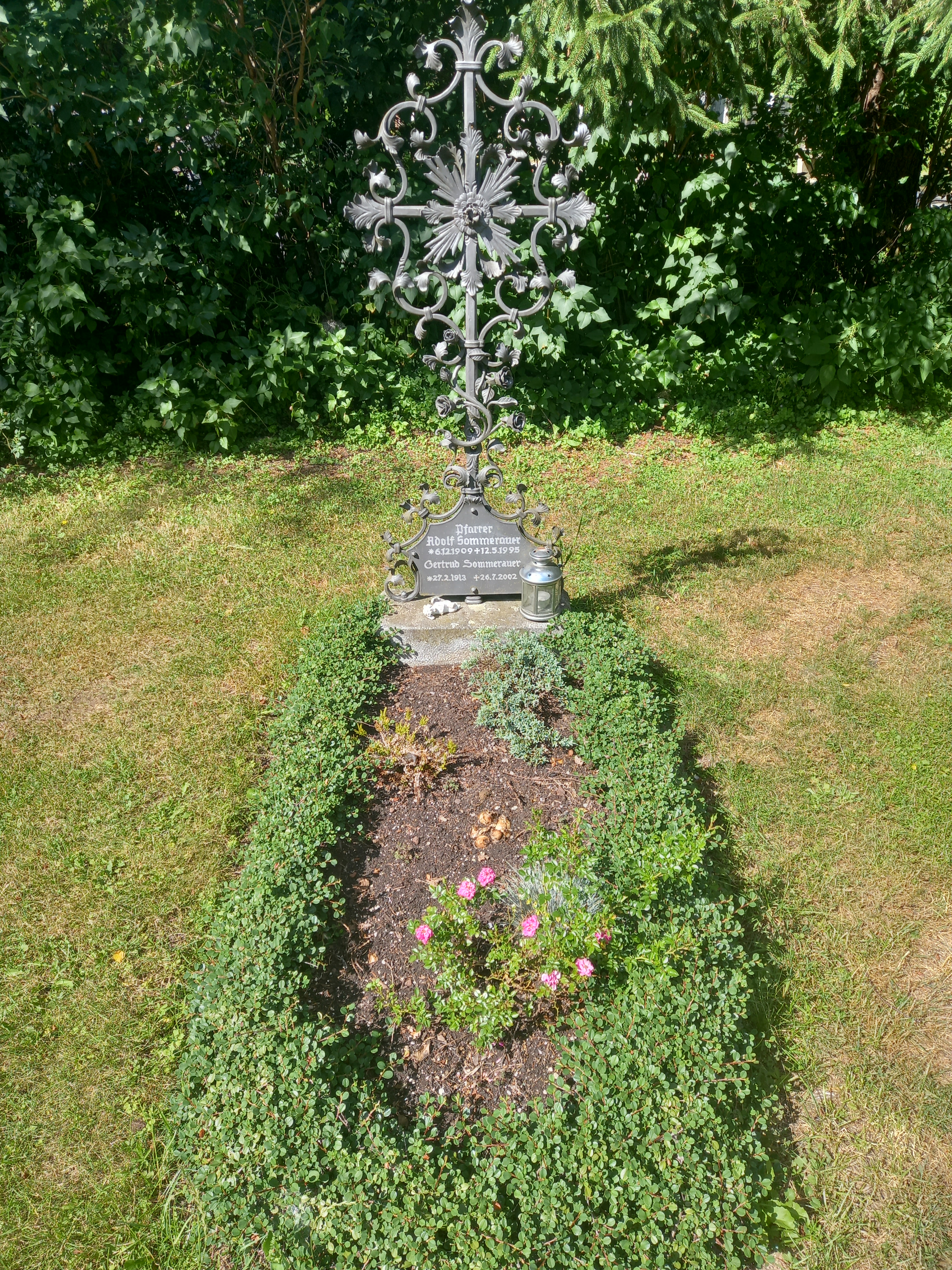
Das Grab von Adolf Sommerauer und seiner Ehefrau Gertrud auf dem Neuen Südfriedhof in München

Adolf Sommerauer (* 6. Dezember 1909 in München; † 12. Mai 1995 ebenda) war ein evangelischer Pfarrer. In den 1960er und 1970er Jahren gelangte er durch das Fernsehen zu großer Bekanntheit und wurde zum Seelsorger der Nation.
Nach dem Studium arbeitete Sommerauer ab 1933 zuerst als Vikar, später als Pfarrer in Regensburg. Nach dem Zweiten Weltkrieg war er Mitarbeiter an der Evangelischen Akademie Tutzing, ab 1957 Beauftragter der Evangelisch-Lutherischen Kirche in Bayern für Rundfunkarbeit.
Sommerauer, der schon zuvor als regelmäßiger Sprecher der ARD-Sendung Das Wort zum Sonntag bekannt geworden war, erhielt 1963 die Sendung Pfarrer Sommerauer antwortet, die im zweimonatigen Abstand bis 1978 im ZDF lief. Insgesamt wurden genau 100 30-minütige Sendungen produziert. Es gab keine Gäste, kein Publikum und keine Musik, sondern nur ein kahles Studio. In seiner Sendung beantwortete Pfarrer Sommerauer zahlreiche Leserbriefe, die natürlich so ausgewählt wurden, dass sie auch für das große Publikum interessant waren oder dass dieses zumindest Anteil nehmen konnte. Krankheit, Beziehungsprobleme, Probleme mit Kindern und Ähnliches standen im Mittelpunkt. Wenn er auch manchmal nur seine Hilflosigkeit offenbaren konnte, so wirkte Sommerauer durch seine natürliche, bayerische Art stets überzeugend und verzichtete auf jegliche theologische Dogmatik. Seine Nachfolge trat bis 1989 Johannes Kuhn an.
Er schrieb auch zahlreiche Bücher, Hörspiele und ein Bühnenstück zu den verschiedensten Themen. Sein Leichnam ist in München auf dem Neuen Südfriedhof beigesetzt (Grab Nr. 314-H-251).

## Schriften (Auswahl)
- Das Bekenntnis und andere Erzählungen. Aus den Aufzeichnungen eines Seelsorgers. Kaufmann, Lahr 1951.
- Das liebe Ehetheater. Ein Lesebuch in Szenen, Anmerkungen und einer Gebrauchsanweisung. Kaiser, München 1957.
- Experimente mit Gott für Sie am Wochenende. Kreuz-Verlag, Stuttgart 1959.
- Das könnte ihr Schicksal sein. Kreuz-Verlag, Stuttgart 1961.
- Liebe für junge Leute. Kreuz-Verlag, Stuttgart 1961.
- Innen ist das Leben anders. Tagebuch eines alltäglichen Lebens. Kreuz-Verlag, Stuttgart 1963.
- Allerlei über Liebelei & Liebe. Schriftenmissions-Verlag, Gladbeck 1971, ISBN 3-7958-0179-6.
- Das Handwerk der Predigt. Ein Praktikum für Laien und Theologen. Kreuz-Verlag, Stuttgart 1973, ISBN 3-7831-0398-3.
- Adolf Sommerauer antwortet. Aus der Praxis eines Fernsehpfarrers. Kreuz-Verlag, Stuttgart 1975, ISBN 3-7831-0471-8.
- Diesseits und jenseits. Training für mein Leben. Gütersloher Verlagshaus Mohn, Gütersloh 1978, ISBN 3-579-04719-1.
- Mehr leben. Gütersloher Verlagshaus Mohn, Gütersloh 1980, ISBN 3-579-02103-6.
- Pfarrer Sommerauers Lesebuch. Geschichten mit Gott und der Welt. Kösel, München 1984, ISBN 3-466-11043-2.

- Jesus – wahrhaftiger Gott und wahrhaftiger Mensch. Eine Trilogie. Drei Bände. Kösel, München 1984–1987.
- Damit Leben gelingt. Mein Rat in Ehefragen. Herder, Freiburg/Br. 1988, ISBN 3-451-08540-2.
- Auf meine Art. Erinnerungen eines Unbequemen. Langen Müller, München 1989, ISBN 3-7844-2264-0.
- Versuch's mit Gott. Glaubenshilfe und Lebensrat für jede Woche. Herder, Freiburg/Br. 1989, ISBN 3-451-08593-3.
- Es geht um den Glauben. Neue Rundfunkpredigten. Claudius-Verlag, München 1989, ISBN 3-532-62092-8.
- Der Christ im Jahreskreis. Einübung in die Glaubenspraxis. Herder, Freiburg/Br. 1989, ISBN 3-451-08661-1.
- Ich erzähle von Jesus. Claudius-Verlag, München 1992, ISBN 3-532-62125-8.